# 長崎ウエスレヤン短期大学
長崎ウエスレヤン短期大学（ながさきうえすれやんたんきだいがく、英語: Nagasaki Wesleyan Junior College）は、長崎県諫早市西栄田町1057に本部を置いていた日本の私立大学である。1966年に設置され、2003年に廃止された。大学の略称はウエスレヤン短大。

## 概要

### 大学全体
- 長崎県諫早市に所在した日本の私立短期大学で、設置主体は学校法人鎮西学院[1]。
- 1966年に鎮西学院短期大学として開学し、当初は1学科で入学総定員100名のみだったが[2]、翌年には2学科となった。
- 2001年度の入学生を最後に[注釈 1]、2003年に短期大学としての使命を終える[4]。

### 教育および研究
- 長崎ウエスレヤン短期大学に設置されていた学科の一つである英語科には、アメリカの大学に編入・留学するためのトランスファーコース、交換留学のためのジュニアコース、ホテルや観光業界で活躍する人材を育てるためのホテル・観光コースがあった。英語力の強化は勿論、TOEFLなどの合格に力を入れていた[5]。教養科には、「情報ビジネス」、「社会福祉」、「地域環境マネジメント」・「中国語」の各コースがあった[6]。
- 一般教育科目にはスペイン語・タイ語といった全国の短大でも数少ない外国語科目もあった。

### 学風および特色
- 長崎ウエスレヤン短期大学は1881年、アメリカのメソジスト教会から派遣された青年宣教師かつ神学博士でもあったC.S.ロングにより設置されたカブリー英和学校に始まり、以来キリスト教精神に基づいた教育が行われてきた。
- クリスマス礼拝などの宗教イベントが行われていた。
- キリスト教をベースとした教育や交換留学が盛んに行われていた。

## 沿革
- 1881年 加伯利英和学校が開校[7]。
- 1966年
  - 1月25日 左記を以て文部省[注 2]より短期大学の設置が認可される[8]。
  - 4月1日 鎮西学院短期大学（ちんぜいがくいんたんきだいがく、英語:Chinzei Gakuin Junior College[9]）として以下の学科体制にて開学。
    - 英語科 入学定員100名

  - 5月1日 学生数[10]/定員[11]
    - 英語科 45[注 3]/100
- 1967年
  - 4月1日 以下の学科を増設[注 4]
    - 教養科 入学定員50名

  - 5月1日 学生数[14]/定員[15]
    - 英語科 75[注 5]/200
    - 教養科 4[注 6]/50
- 1980年
  - 4月1日 長崎ウエスレヤン短期大学と改称[16]。
- 1984年
  - 4月1日 英語科の入学定員を100[17]→70[18]に減員[注 7]。
- 1992年
  - 4月1日 各学科の入学定員を以下の通り増員する[注 8]。
    - 英語科 70→140
    - 教養科 50→90

  - 5月1日 学生数[24]/定員
    - 英語科 323[注 9]/210
    - 教養科 195[注 10]/140
- 1993年
  - 5月1日 学生数[25]/定員
    - 英語科 381[注 11]/280
    - 教養科 239[注 12]/180
- 1999年
  - 5月1日 学生数[26]/定員
    - 英語科 210[注 13]/280
    - 教養科 200[注 14]/180
- 2000年
  - 4月 学生数[27]/定員
    - 英語科 174[注 15]
    - 教養科 204[注 16]
- 2001年
  - 4月1日 この年度をもって募集を終了[注釈 1]。
- 2003年
  - 5月30日 左記を以て正式に廃止となる[4]。

## 基礎データ

### 所在地
- 長崎県諌早市栄田町1057

### 象徴
- 長崎ウエスレヤン短期大学のカレッジマークは円の中にキリストの十字架が4つ、三日月が2つ描かれたものとなっていた[28]。

## 教育および研究

### 組織

#### 学科[注 17]
- 英語科 入学定員140名
- 教養科 入学定員90名

#### 専攻科
- なし

#### 別科
- なし

#### 取得資格について
- 中学校教諭二種免許状
  - 英語：英語科[30]
  - 社会：教養科[31]
- 司書資格
  - 英語科
  - 教養科

#### 附属機関
- 附属図書館[32]

### 研究
- 『鎮西学院短期大学紀要』[9]

## 学生生活

### 部活動・クラブ活動・サークル活動
- 長崎ウエスレヤン短期大学で活動していたクラブ活動[33]
  - 体育系：サッカー・バレーボール・卓球・バスケットボール・ソフトボールほか。
  - 文化系：茶道・バンド・ダンスほか

### 学園祭
- 長崎ウエスレヤン短期大学の学園祭は「2ドル祭」と呼ばれていたが、これは大学創立者であるカブリー夫人により寄贈された2ドルに因む。ウェディングファッションショー、沖縄エイサー、プロによるバンド、打ち上げ花火などが催された[34]。

## 大学関係者と組織

### 大学関係者一覧

#### 出身者
- 玉城千春 - 歌手（Kiroroのボーカル）
- jimama  - 歌手、シンガーソングライター

## 施設

### キャンパス
- サラ・コレル夫人像が建てられた。
- 学内には、正門・短大本部・チャペル・ウエスレー館・テニスコート・グランドなどがあった。

### 寮
- 長崎ウエスレヤン短期大学には「カブリー寮」と称した女子学生寮が学内にあった。在寮期間は1年間となっていた。

## 対外関係

### 他大学との協定[35]

#### アメリカ
- テネシーウエスレヤン大学（英語版）
- イロン大学
- マクダニエル大学（英語版）
- テネシー大学マーティン校（英語版）
- ブラッドフォード大学
- スーベネット大学
- マーティン・メソジスト大学
- ポール・スミス大学（英語版）
- ノースパーク大学（英語版）
- ベイカー大学（英語版）

#### ブラジル
- ピラシカバメソジスト大学

#### カナダ
- イーストクーティニーコミュニティーカレッジ
- カリブー大学

#### フィリピン
- バギオ大学

#### タイ
- フォン・コマーシャル・アンド・テクニカル大学

#### オーストラリア
- クイーンズランド工科大学

#### 中国
- 華僑大学
- 蘇州大学
- 天津師範大学

#### 韓国
- 東國専門大学
- 仁徳専門大学
- 慶南専門大学

#### イラク
- バグダット大学

### 系列校
- 鎮西学院高等学校

## 卒業後の進路について

### 編入学・進学実績
- 英語科：杏林大学・拓殖大学・京都精華大学・大阪国際女子大学・桃山学院大学・安田女子大学・梅光学院大学・四国大学・九州産業大学・九州女子大学・名桜大学ほか。
- 教養科：山口県立大学・北九州市立大学・流通経済大学・愛知大学・同朋大学・京都外国語大学・高野山大学・山陽学園大学・徳島文理大学・久留米大学・西九州大学・活水女子大学・長崎総合科学大学・熊本学園大学・別府大学・鹿児島国際大学・沖縄国際大学ほか。